# Simon House
Simon House (Nottingham, 29 agosto 1948 – 25 maggio 2025) è stato un violinista e tastierista britannico, noto per la sua collaborazione con i gruppi High Tide e Hawkwind.

## Discografia parziale

### Con gli High Tide

#### Album studio
- 1969 - Sea Shanties
- 1970 - High Tide

### Con gli Hawkwind

#### Album in studio
- 1974 - Hall of the Mountain Grill
- 1975 - Warrior on the Edge of Time
- 1976 - Astounding Sounds, Amazing Music
- 1977 - Quark, Strangeness and Charm
- 1979 - PXR5
- 1990 - Space Bandits

#### Album dal vivo
- 1991 - Palace Springs

### Con Astralasia
- 2007 - Cluster of Waves
- 2007 - Away With the Fairies

### Discografia solista

#### Album
- 1995 - Yassasim
- 2005 - Spiral Galaxy Revisited
- 2002 - House of Dreams con Rod Goodway

#### Collaborazioni
- 1975 - Robert Calvert Lucky Leif and the Longships
- 1975 - Michael Moorcock's Deep Fix New Worlds Fair
- 1978 - David Bowie Stage
- 1978 - Hawkwind 25 Years On
- 1979 - David Bowie Lodger
- 1994 - Nik Turner Prophets of Time
- 2000 - Nik Turner Transglobal Friends and Relations
- 2019 - Nik Turner The Final Frontier